# Койба

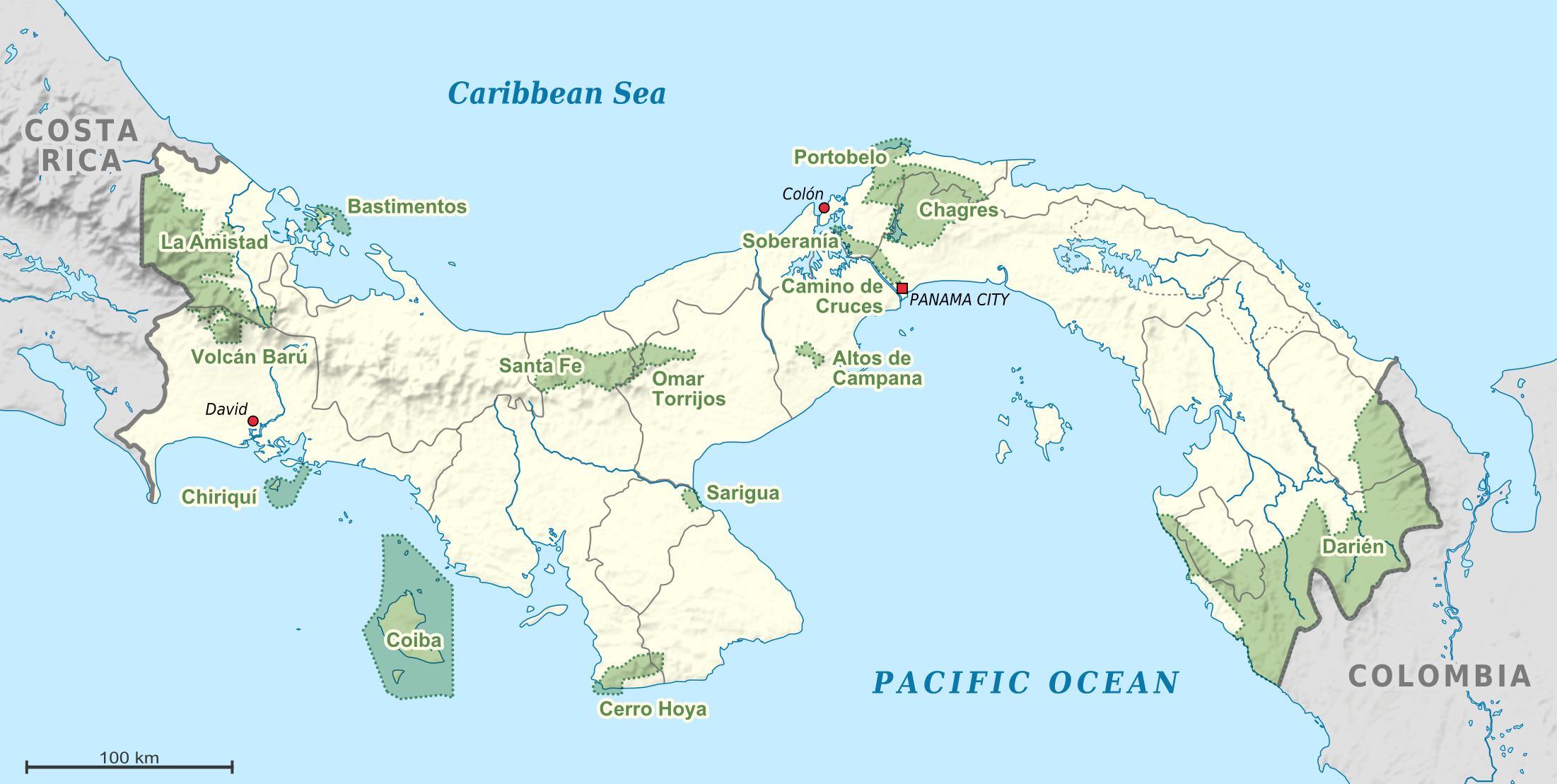

Койба (исп. Coiba) — крупнейший остров Панамы. Расположен в Тихом океане в отдалении более чем на 10 километров от материка, к западу от полуострова Асуэро. Ближайший крупный город — Давид, ближайший крупный остров — Рей. На острове также располагается Национальный парк Койба и его специальная зона морской защиты. Зона защиты является последним убежище для ряда животных, находящихся под угрозой исчезновения, а также важная область для мигрирующих видов.

## Территория
Национальный парк Койба охватывает более 270 125 га, из которых 216 500 га являются морскими и 53 625 га являются островными. Территория защищается в соответствии с национальным законодательством Панамы.

## История
Остров Койба отделился от континентальной Панамы около 12 000-18 000 лет назад, когда поднялся уровень моря. Растения и животные попали в изолированную среду от материковых популяций, в течение тысячелетий большинство животных острова имели явные отличия по внешнему виду, поведению по отношению к материковым сородичам. Остров стал домом для многих эндемичных подвидов, в том числе обезьяны коибский ревун и койбанский агути.
Остров Койба также был домом для индейцев вплоть до 1560 года, когда на остров приехали испанцы и обратили всех местных жителей в рабство. В 1919 году на острове была построена колония, имевшая дурную славу во время правления Омара Торрихоса. Тюрьма на острове Койба была опасным местом с жестокими условиями содержания, пытками, казнями и политическими убийствами. Никто не знает точно, сколько людей было убито в тюрьме в течение этого периода, но источники утверждают, что их число может быть около трехсот.
Национальный парк Койба является объект Всемирного наследия с 2005 года. В Национальном парке имеются богатые и хорошо сохранившиеся природные ресурсы. Поскольку остров служил в качестве исправительной колонии, доступ к нему был очень ограниченным, благодаря этому 80 % природных ресурсов островов оставались нетронутыми и процветали при отсутствии контакта с человеком. В настоящее время объект периодически подвергается нападкам браконьеров, но панамское правительство сделало большой шаг в сторону создания условий для сохранения уникального природного места. Это также одно из последних мест в Центральной Америке, где можно встретить попугая алый ара. Около 75 % острова занимают лесные массивы.